# Fabrício Mamberti
Fabrício Mamberti es un director y productor de novelas de la Rede Globo, hijo del actor Sérgio Mamberti.

## Trabajos
- 2013 - Saramandaia - dirección general
- 2012 - Encontro com Fátima Bernardes - dirección general
- 2011 - Por Toda Minha Vida - Adoniran Barbosa - Nominado al Emmy Award
- 2011 - La vida sigue - dirección general
- 2009 - Vivir la vida - dirección general
- 2009 - Por Toda Minha Vida - Adoniran Barbosa - dirección general
- 2007 - TV Xuxa - dirección general
- 2006/2007 - Páginas de la vida - dirección general
- 2005 - A História de Rosa - dirección
- 2003 - Chocolate con pimienta - dirección general
- 2002 - Sabor da Paixão - dirección
- 2002 - Coração de Estudante - dirección
- 2001 - Porto dos Milagres - dirección
- 1999 - Vila Madalena - dirección
- 1999 - Força de Um Desejo - dirección
- 1998 - Pecado Capital - dirección
- 1998 - Era Uma Vez... - dirección
- 1998 - Dona Flor e Seus Dois Maridos - asistente de dirección
- 1995 - A Farsa da Boa Preguiça - Asistente de dirección
- 1995 - Irmãos Coragem Asistente de dirección
- 1994 - O Amor esta no Ar - Longa Metragem - Asistente de dirección
- 1992 - A Banqueira do Povo (RTP1) asistente de dirección
- 1990 - Brasileiros e Brasileiras - SBT - Asistente de dirección